# Peder Harboe Hertzberg
Peder Harboe Hertzberg (født 4. juli 1728 i Daviken i Nordfjord, død 1. januar 1802) var en norsk gejstlig, far til provsten Nils Hertzberg.
Hertzberg, der fra 1785 var provst i Søndhordland, var en dygtig og nidkær præst. Han besad megen indsigt i naturvidenskaberne og praktiserede ved siden af sin sjælesørgervirksomhed som læge over hele Søndre Bergenhus Amt. Han indlagde sig også megen fortjeneste af jordbruget i sin egn, navnlig ved indførelsen af kartoffeldyrkning.